# Bhawania amboinensis
Bhawania amboinensis är en ringmaskart som beskrevs av Horst 1917. Bhawania amboinensis ingår i släktet Bhawania och familjen Chrysopetalidae. Inga underarter finns listade i Catalogue of Life.